# مارك بويس (لاعب كرة قدم)
مارك بويس (بالإنجليزية: Mark Bowes)‏ هو لاعب كرة قدم بريطاني، ولد في 17 فبراير 1973 في Bangour Village Hospital ‏ في المملكة المتحدة. شارك مع منتخب اسكتلندا تحت 21 سنة لكرة القدم. أما مع النوادي، فقد لعب مع دونفرملين أثلتيك.